# パーセントエンコーディング
パーセントエンコーディング (英: percent-encoding) とは、URIにおいて使用できない文字を使う際に行われるエンコード（一種のエスケープ）の名称である。
「%」を使用していることから、この名称で呼ばれている。一般にURLエンコードとも称される。
URLエンコードには、上記のパーセントエンコーディングによる符号化と以下に記述するapplication/x-www-form-urlencodedによる符号化の2種類がある。半角スペースはパーセントエンコーディングでは「%20」に符号化されるが、application/x-www-form-urlencodedによる符号化では「+」に符号化される。

## 概要
URL Standardでは、URLのパス部分の構文解析の際、以下 (path percent-encode set) に該当する文字であれば、UTF-8で符号化のうえパーセントエンコードする旨を規定している (url-standard, 4.4 URL parsing, path state)。パーセントエンコードとは、バイトの並びについて各バイトを「%XX」（XXは十六進法）という文字列への変換である。
- C0制御パーセントエンコード集合 (C0 control percent-encode set)
  - C0制御文字（0+0000 ヌル文字〜0+001F）
  - コードポイント値U+007Eより上位の文字すべて
- U+0020 空白
- U+0022 二重引用符 "
- U+0023 番号記号 #
- U+003C 小なり <
- U+003E 大なり >
- U+0060 バッククオート `
- U+007B 開き波括弧 {
- U+007D 開き波括弧 }

このほか、URLのユーザー情報・パスワードの部分では、さらに多くの文字がパーセント符号化の対象となる
。
たとえば「ウィキペディア」という文字列を、各種の文字コードを用いてパーセントエンコーディングで符号化すると以下のようになる。
- Shift_JIS - %83E%83B%83L%83y%83f%83B%83A
- EUC-JP - %A5%A6%A5%A3%A5%AD%A5%DA%A5%C7%A5%A3%A5%A2
- UTF-8 - %E3%82%A6%E3%82%A3%E3%82%AD%E3%83%9A%E3%83%87%E3%82%A3%E3%82%A2

URL Standardの登場以前より存在する定義として、rfc3986, 2.1. Percent-Encodingなどが存在する。

## application/x-www-form-urlencoded
HTTPのPOSTメソッドでWebフォームの文字列を送信する場合に、文字列はエンコードして送信される。その際の符号化方法はMIMEのContent-Typeがapplication/x-www-form-urlencodedで指定される。この符号化方法をURLエンコードと言うことがある。
この符号化方法は、url-standard, 5. application/x-www-form-urlencodedで定義されている。なお、標準文書として初めて登場したのはRFC 1866 HTML 2.0のSection-8.2.1であった。
また、複数のフォーム項目を送信する場合、各項目は「&」（アンパサンド）区切りで送信される。